# گیور (مجارستان)
دیُره (به مجاری:  Györe) یک شهرداری در مجارستان است که در ناحیه بونیهاد واقع شده‌است. دیُره ۱۱٫۳۲ کیلومتر مربع مساحت و ۶۷۷ نفر جمعیت دارد.